# پایگاه عملیات خط مقدم اسکایز
پایگاه عملیات خط مقدم اکو یک پایگاه عملیات خط مقدم آمریکا در ۸ کیلومتری (۵ مایلی جنوب) تل‌عفر در استان نینوا و ۶۴ کیلومتری (۴۰ مایلی) شرق مرز عراق و سوریه بود.